# Östra Ryds socken, Östergötland
Östra Ryds socken i Östergötland ingick i Skärkinds härad, ingår sedan 1971 i Söderköpings kommun och motsvarar från 2016 Östra Ryds distrikt.
Socknens areal är 130,72 kvadratkilometer, varav 123,79 land. År 2000 fanns här 1 140 invånare. Tätorten Östra Ryd med sockenkyrkan Östra Ryds kyrka ligger i socknen. 

## Administrativ historik
Östra Ryds socken har medeltida ursprung.
Vid kommunreformen 1862 övergick socknens ansvar för de kyrkliga frågorna till Östra Ryds församling och för de borgerliga frågorna till Östra Ryds landskommun. Landskommunen inkorporerades 1952 i Aspvedens landskommun och ingår sedan 1971 i Söderköpings kommun. Församlingen utökades 2011. 1974 överfördes fastigheten Kinäs 1:1 till Björsäters socken (församling)
1 januari 2016 inrättades distriktet Östra Ryd, med samma omfattning som församlingen hade 1999/2000. 
Socknen har tillhört samma fögderier och domsagor som socknens härader.  De indelta soldaterna tillhörde  Första livgrenadjärregementet, Livkompaniet och Andra livgrenadjärregementet, Linköpings kompani

## Geografi
Östra Ryds socken ligger sydväst om Söderköping. Socknen består av dalbygder skilda av skogsmark, med mer uppodlad slättmark, södra delen av Östgötaslätten, i norr och starkt kuperad skogstrakt i söder.

## Fornlämningar
Kända från socknen är några gravrösen och skärvstenshögar från bronsåldern samt nio gravfält och stensträngar samt tre fornborgar från järnåldern.
I Torrsjö har man hittat en 20 cm lång björnskulptur, ett huvud med avlång nos i gråvit kvarts. Mitt i pannan är ett hål, så antagligen är det en klubba för magiska cermonier. Materialet är inte från trakten.  Fyndet är daterat till yngre stenåldern. 

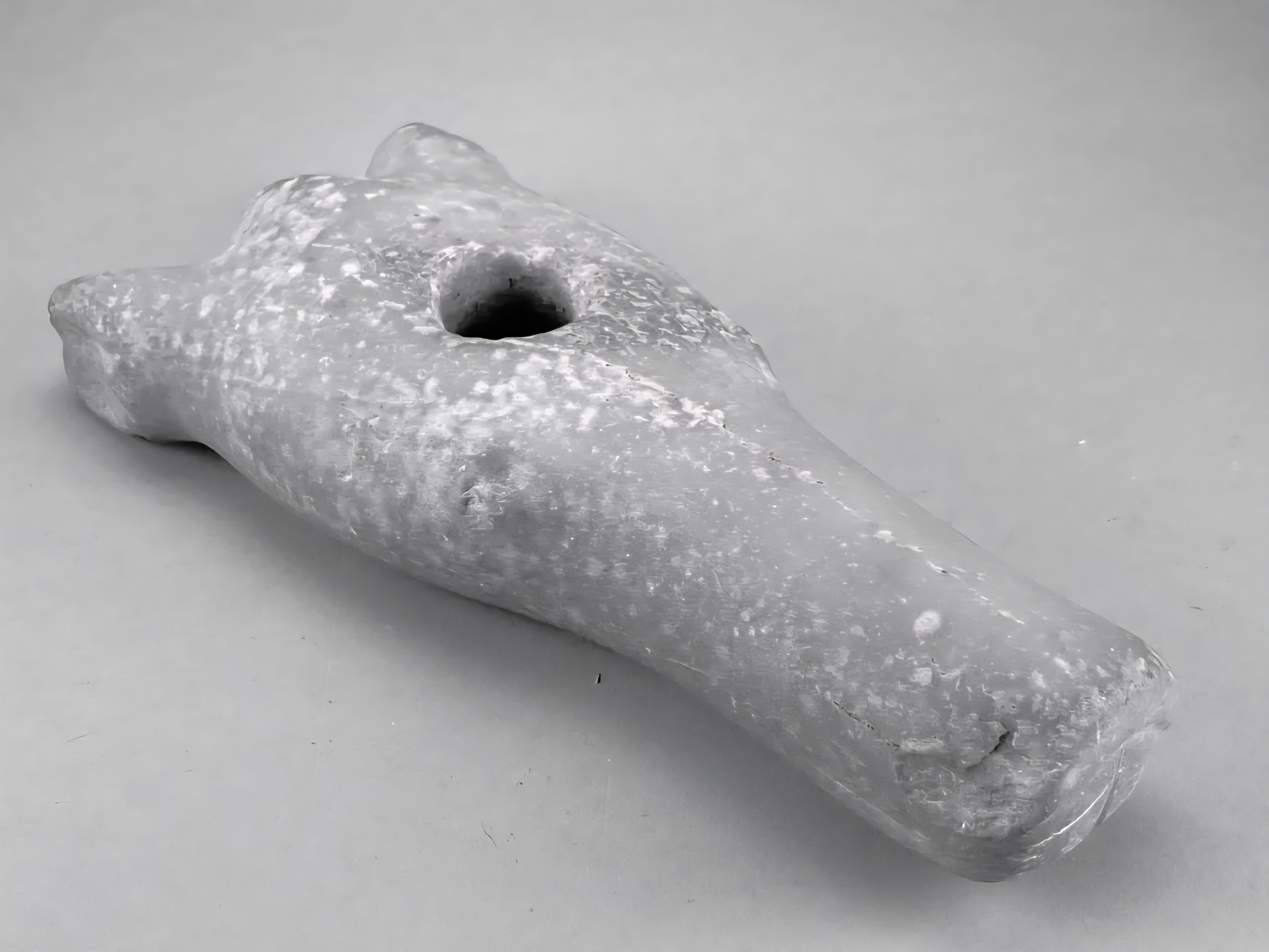
Fornfynd djurhuvud klubba

## Namnet
Namnet (1297 Rydh) kommer sannolikt från prästgården. Namnet ryd betyder 'röjning'. Under medeltiden användes också namnet Vibyrydh, syftande på gården Viby norr om kyrkan. Prefixet Östra har använts åtminstone från 1760-talet.

### Fotnoter
1. 1 2  svensk Uppslagsbok ÖStra Ryds socken
2. 1 2  Harlén, Hans; Harlén Eivy (2003). Sverige från A till Ö: geografisk-historisk uppslagsbok. Stockholm: Kommentus. Libris 9337075. ISBN 91-7345-139-8
3. ↑  ”Församlingar”. Statistiska centralbyrån. https://www.scb.se/hitta-statistik/regional-statistik-och-kartor/regionala-indelningar/forsamlingar/. Läst 30 december 2022.
4. ↑  Ryd&Typ=Alla&DatumFran=&DatumTill= Administrativ historik för Östra Ryd socken (Klicka på församlingsposten). Källa: Nationella arkivdatabasen, Riksarkivet.
5. 1 2  Sjögren, Otto (1931). Sverige geografisk beskrivning del 2 Östergötlands, Jönköpings, Kronobergs, Kalmar och Gotlands län. Stockholm: Wahlström & Widstrand. Libris 9939
6. 1 2  Nationalencyklopedin
7. ↑  Fornlämningar, Statens historiska museum: Östra Ryds socken, Östergötland
8. ↑  Fornminnesregistret, Riksantikvarieämbetet: Östra Ryds socken, Östergötland Fornminnen i socknen erhålls på kartan genom att skriva in sockennamn (utan "socken") i "Ange geografiskt område"
9. ↑  Arbman, Holger (1957). Östgötar från urtid till Birgitta. sid. 16
10. ↑  ”Statens historiska museer samlingar”. https://samlingar.shm.se/object/CD9639F3-574B-4A0F-87E7-244833A58109. Läst 4 juli 2025.
11. ↑  Mats Wahlberg, red (2003). Svenskt ortnamnslexikon. Uppsala: Institutet för språk och folkminnen. Libris 8998039. ISBN 91-7229-020-X. https://isof.diva-portal.org/smash/get/diva2:1175717/FULLTEXT02.pdf